# Топлян
Топлян или Товлян (на гръцки: Εξοχή, Ексохи, до 1926 Τόβλιανη, Товляни) е село в Гърция, дем Кушница, област Източна Македония и Тракия.

## География
Селото е разположено на 190 m надморска височина в югоизточните склонове на планината Кушница (Пангео) на 4 километра южно от Правища (Елевтеруполи).

## История

### Етимология
Според Йордан Н. Иванов името е от *Топли дол, *Топла бара и подобни.

### В Османската империя
В XIX век Топлян е мюсюлманско село в Правищка каза на Османската империя. В 1889 година Стефан Веркович („Топографическо-этнографическій очеркъ Македоніи“) пише за Толян:
| „ | Толен, мохамеданско село; има 1 джамия; жителите са помаци. От града е на 1 час разстояние. | “ |

Съгласно статистиката на Васил Кънчов („Македония. Етнография и статистика“) към 1900 година Толиянъ (Толенъ) е турско селище. В него живеят 350 турци.

### В Гърция
В 1913 година селото попада в Гърция след Междусъюзническата война. През 20-те години мюсюлманското му население се изселва по споразумението за обмен на население между Гърция и Турция след Лозанския мир и на негово място са заселени гърци бежанци, които в 1928 година са 44 семейства със 172 души, като селото е чисто бежанско. В 1926 година селото е прекръстено на Ексохи.
Българска статистика от 1941 година показва 320 жители.
Населението традиционно произвежда предимно тютюн.
| Година    | 1913 | 1920 | 1928 | 1940 | 1951 | 1961 | 1971 | 1981 | 1991 | 2001 | 2011 | 2021 |
| --------- | ---- | ---- | ---- | ---- | ---- | ---- | ---- | ---- | ---- | ---- | ---- | ---- |
| Население | 180  | 209  | 243  | 387  | 409  | 402  | 263  | 172  | 234  | 173  | 142  | 125  |